# Frank Leen
Frank Leen (Lommel, 4 oktober 1970) is een voormalig Belgisch profvoetballer. Leen was een middenvelder.

## Loopbaan
Leen sloot zich als kind aan bij Lommel SK, de club van zijn geboortestad Lommel. In 1987 maakte hij zijn debuut in het eerste elftal van de toenmalige tweedeklasser. Na één seizoen versierde hij een transfer naar KV Mechelen, dat op dat moment een topclub was in België. In zijn eerste seizoen was hij vooral reservespeler, maar werd hij toch landskampioen.
Leen kende enkele moeilijke jaren bij KV Mechelen, maar werd vanaf het seizoen 1991/92 een vaste waarde bij KV Mechelen. Hij bleef bij Malinois tot 1997, wanneer de club naar tweede klasse degradeerde.
In 1997 verhuisde hij naar Lierse SK, de toenmalige landskampioen. Hij won meteen de Supercup en nam deel aan de Champions League. Hij won in 1999 ook nog eens de Beker van België en een tweede Supercup. In 2002 moest hij echter vertrekken bij de club, nadat zijn aflopende contract niet verlengd werd.
Leen trok vervolgens naar tweedeklasser Dessel Sport, waar hij op het einde van het seizoen een punt zette achter zijn professionele carrière. Hij werd nadien speler-trainer bij de Limburgse eersteprovincialer Lutlommel VV.

## Erelijst
| Competitie             |             |             |             |             |
| Competitie             | Aantal      | Jaren       |             |             |
| KV Mechelen            | KV Mechelen | KV Mechelen | KV Mechelen | KV Mechelen |
| ---------------------- | ----------- | ----------- | ----------- | ----------- |
| Kampioen Eerste klasse | 1x          | 1989        |             |             |
| Lierse SK              |             |             |             |             |
| Beker van België       | 1x          | 1999        |             |             |
| Belgische Supercup     | 2x          | 1997, 1999  |             |             |